# Limbach (Bad Kreuznach)
Limbach (Bad Kreuznach) é um município da Alemanha localizado no distrito (Kreis ou Landkreis) de Bad Kreuznach, na associação municipal de Verbandsgemeinde Kirn-Land, no estado da Renânia-Palatinado.